# Stanisław Rażniewski
Stanisław Rażniewski, pseud. „Andrzej Strawski” (ur. 18 października 1885 w Sieradzu, zm. 16 czerwca 1951 w Gliwicach) – polski inżynier górnik, działacz polityczny.
Był synem Józefa (lekarza) i Ludwiki z Kontkiewiczów, stryjecznym bratem Józefa (inżyniera górnika). Uczęszczał do szkoły realnej w Kaliszu, po ukończeniu której (1902) podjął studia na Wydziałach Mechanicznym i Górniczym Warszawskiego Instytutu Politechnicznego; przerwał naukę w 1905 w związku ze strajkami szkolnymi, wyjechał do Freibergu, gdzie na Akademii Górniczej uzyskał w 1908 dyplom inżyniera górniczego i mierniczego. Pracował w kopalni węgla „Saturn” w Czeladzi, następnie „Grodziec II” w Grodźcu; doszedł do stanowiska dyrektora technicznego Grodzieckiego Towarzystwa Kopalń Węgla i Zakładów Przemysłowych S.A. Został zwolniony w 1935 pod zarzutem dokonania nadmiernych inwestycji, został dyrektorem Stowarzyszenia Dozoru Kotłów w Warszawie.
Należał do Związku Młodzieży Polskiej „Zet” i Ligi Narodowej, wchodził w skład władz Obozu Wielkiej Polski, działał w Stronnictwie Narodowym. W 1936 uczestniczył w zjeździe jubileuszowym „Zet” w Warszawie. Był dwukrotnie zatrzymywany przez Niemców w czasie okupacji; po powstaniu warszawskim znalazł się w Krakowie, gdzie kierował filią Stowarzyszenia Dozoru Kotłów. Po wojnie pracował w Gliwickim Zjednoczeniu Przemysłu Węglowego jako kierownik działu planowania (przez krótki czas także kierownik głównego sekretariatu). Publikował artykuły na tematy górnictwa na łamach prasy fachowej, m.in. w „Przeglądzie Organizacji” (po 1945 używał pseudonimu Andrzej Strawski).
Został odznaczony m.in. Złotym Krzyżem Zasługi. Był dwukrotnie żonaty (z Zofią z Grabowskich i Jadwigą z Węcławskich), z pierwszego małżeństwa miał syna Andrzeja (socjologa).
Źródła:
- Jerzy Jaros, Stanisław Rażniewski, w: Polski Słownik Biograficzny, tom XXX, 1987